# Baby Blake
Der  Baby Blake war ein britisches Cyclecar, das E. G. Blake 1922 in Croydon (Surrey) baute.
Der Wagen war mit zwei Zweitaktmotoren ausgestattet, die je eine Reibscheibe antrieben. Eine dritte Reibscheibe lief dazwischen und konnte vorwärts oder rückwärts bewegt werden, womit die Hinterachse mit stufenloser Übersetzung angetrieben wurde.
Die Fahrzeuge wurden für £ 150 angeboten, aber es wurden nur wenige Exemplare verkauft.